# Десять необхідних речей

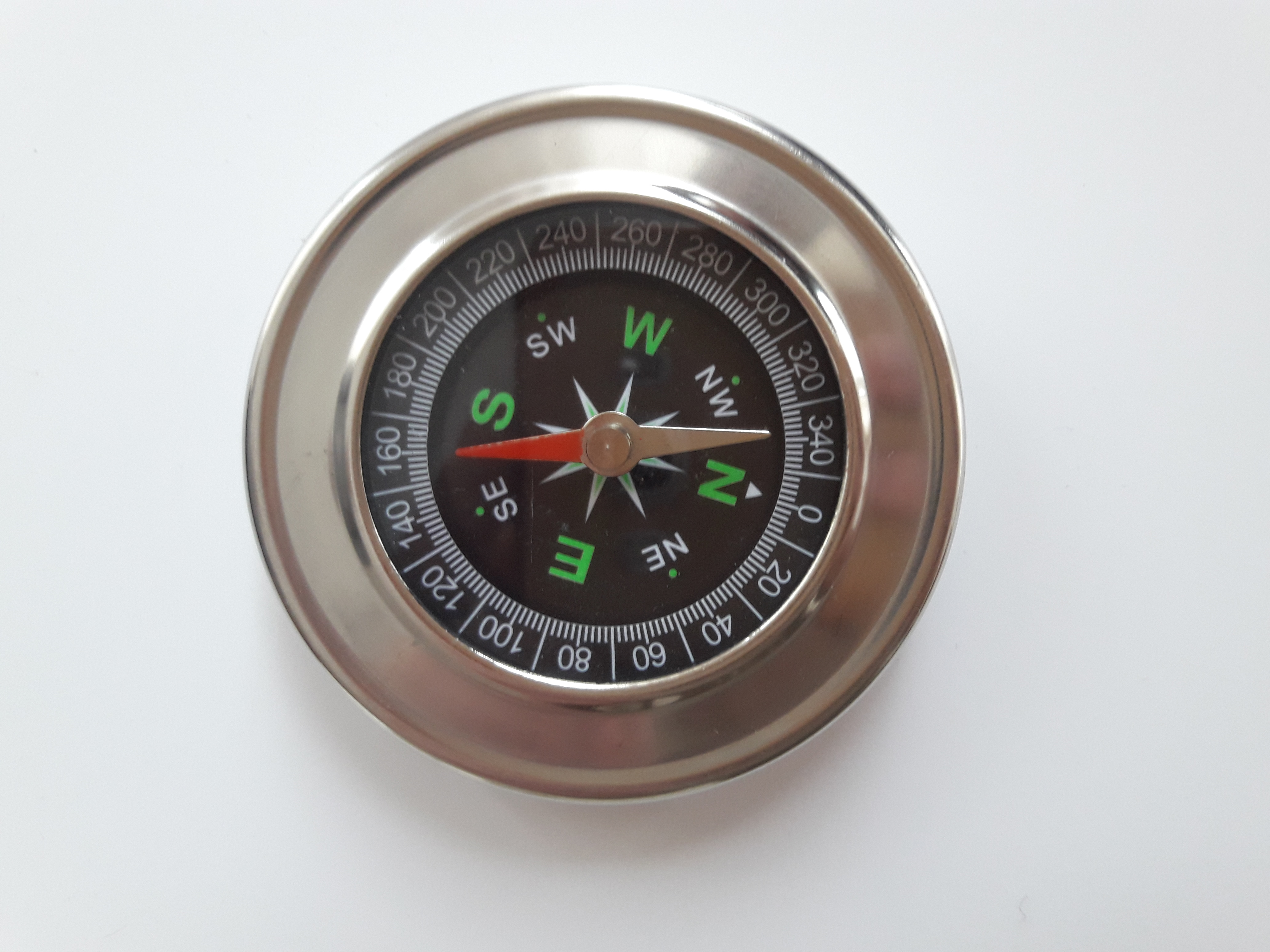
Компас

Десять необхідних речей (англ. Ten Essentials) — це предмети для виживання, які рекомендують для подорожей до віддалених місцевостей (гори, ліси, пустелі, малозаселені райони) організації, що займаються походами та скаутингом. «Десять необхідних речей» вперше з'явилися в друкованому вигляді в третьому виданні «Mountaineering: The Freedom of the Hills» (січень 1974 р.). Багато регіональних організацій і авторів рекомендують мандрівникам, туристам і альпіністам суворо стежити за тим, щоб у них були десять речей першої необхідності. Однак особисті уподобання та відмінності в навколишніх умовах можуть вносити зміни, і з досвідом більшість мандрівників додають або вилучають зі списку певні речі залежно від ситуації. Деякі туристи-легкоходи не завжди носять з собою всі речі зі списку і вважають, що це прийнятний ризик, який вони беруть на себе, щоб подорожувати легко і швидко.

## Перелік
Дев'яте видання «Mountaineering: The Freedom of the Hills» у 2017 році дало своє визначення Десяти необхідних речей:
1. Навігація: карта, висотомір, компас, GPS-пристрій, аварійний радіомаяк
2. Ліхтарик налобний: зі світлодіодною лампою та запасними батарейками
3. Захист від сонця: сонцезахисні окуляри, сонцезахисний одяг, сонцезахисний крем
4. Перша допомога: аптечка, загорнута у водонепроникну упаковку
5. Ніж: туристи, під час коротких походів, також можуть носити з собою багатофункціональний інструмент (мультитул), міцну клейку стрічку (скотч) та мотузку; для тривалішої подорожі можуть знадобитися додаткові невеликі інструменти
6. Вогонь: засоби для розпалювання та підтримки вогню; запальничка, сірники, кресало або інший пристрій для розпалювання вогню. розпалювачі для мокрих дров, а в місцях, де дров не буде, потрібно використовувати піч (газова горілка, пальник).
7. Укриття: каркасний намет, великий пакет для сміття або Бівак
8. Харчування: принаймні одноденне харчування для короткого походу, яке не потребує процесу приготування.
9. Вода: питна вода та інструменти для очищення води
10. Одяг: можуть знадобитися додаткові предмети одягу для ночівлі в укритті, враховуючи погодні та температурні умови

Перші п'ять пунктів призначені для запобігання та реагування на надзвичайні ситуації, другі п'ять — для безпечного проведення однієї або кількох ночей у відкритому середовищі.

## Інші списки
Інші туристичні організації  мають власні варіанти Десяти основних речей, що відповідають навколишнім умовам.
У бойскаутів Америки «Основні необхідні речі скаута» дуже схожі (карта й компас, захист від сонця, додатковий одяг, ліхтарик, аптечка, сірники та запальнички, кишеньковий ніж, їжа для походів, пляшка з водою та дощовик.
У гірському клубі Wasatch в штаті Юта замість їжі вказано додаткову воду, оскільки штат Юта в основному є пустельною місцевістю, і воду важче знайти.
Споканський альпініст перераховує «тринадцять предметів першої необхідності», які доповнюють список аварійним укриттям, таким як рятувальну термоковдру, сигнальний пристрій, туалетний папір і кельма (садовий совок, мастерок) для  видалення людських відходів; туалетний папір також служить трутом для розпалювання вогню.
«Десять основних груп» — це альтернативний підхід до вибору спорядження. Предмети з кожної групи слід вибирати залежно від сезону, географічного розташування та тривалості подорожі. У 2011 році Columbia Sportswear прийняла концепцію «Ten Essential Groups» для свого додатка iOS «Take Ten to the Greater Outdoors».
Асоціація гірських рятувальників Центральної Аризони рекламує 12 основних засобів, які включають сигнальні пристрої та особисті речі.